# Tigrinhos
Tigrinhos est une ville brésilienne située dans la mésorégion Ouest de Santa Catarina, dans l'État de Santa Catarina.

## Géographie
Tigrinhos se situe par une latitude de 26° 41′ 16″ sud et par une longitude de 53° 09′ 29″ ouest, à une altitude de 732 mètres.
Sa population était de 1 757 habitants au recensement de 2010. La municipalité s'étend sur 57 km2.
Elle fait partie de la microrégion de Chapecó, dans la mésorégion Ouest de Santa Catarina.

## Villes voisines
Tigrinhos est voisine des municipalités (municípios) suivantes :
- Bom Jesus do Oeste
- Maravilha
- Santa Terezinha do Progresso
- São Miguel da Boa Vista